# Osman I
Osman I, född omkring 1258 på okänd ort, död 1323–1324 i Bursa, var grundaren av det Osmanska riket i Anatolien i dagens Turkiet.  Efter honom är det Osmanska riket uppkallat.

## Biografi
Osman föddes som son till Ertuğrul och Halime Hatun. Osmans stam var vid tiden för hans födelse underställd stammen Coban (som styrde området runt Kastamonu) och även stammen Germiyan (som styrde runt Kütahya). Dessa två stammar var i sin tur underställda det seldjukiska sultanatet med bas i Konya. Osman gifte sig omkring år 1280, med Rabia Bala Malhun Hatun, dotter till den berömda Sheikh Edebali.
Då Osman år 1281 var 23 år dog hans far och han efterträdde fadern som hövding. Denne var härskare över en seljuqisk förläning med Söğüt nordväst om Eskişehir som huvudstad. Efter en belägring mellan 1288 och 1291 erövrade Osman I Karacahisar och lät där stadens ledare Dursun Fakih utropa honom till herre. År 1299 erövrades städerna Yarhisar och Bilecik från Bysantinska riket och Osman utropade sitt rikes självständighet gentemot seldjukerna. Samma år lät han gifta bort sin son Orhan med den bysantinske kejsarens dotter Nilüfer (Holofira på grekiska). År 1301 grundade han staden Yenişehir. När det seldjukiska riket upplöstes år 1308 utropade Osman sitt rike som arvtagare till den seldjukiska makten. År 1313 anslöt sig hövdingen Mihal till det Osmanska riket med sina städer Mekece, Akhisar och Göpazari. 
År 1324 lämnade Osman över makten till sin son Orhan. Denne fullbordade den belägring av Bursa som Osman I inlett. Bursa var den viktigaste bysantinska staden i Anatolien. Osman hann inte uppleva stadens intagande då han avled år 1323 eller 1324, omkring 65 år gammal. Orhan lät begrava honom i Bursa som intogs av osmanerna.